# Эрхард, Андреас
Карл Андреас Эрхард (нем. Karl Andreas Erhard; 1790, Больцано — 27 ноября 1846, Мюнхен) — немецкий философ, педагог и драматург, профессор Мюнхенского университета.
Родился в семье бедных крестьян, после ранней смерти матери воспитывался дядей с её стороны, священником. Первоначальное образование получил в монастырской школе, затем изучал теологию в Ландсхутском университете, но уже в конце обучения из-за конфликта с преподавателями бросил изучение богословия и обратился к филологии, однако тогда же остался без поддержки со стороны дяди и переехал в Мюнхен, где сначала стал мелким государственным служащим. С 1824 года преподавал в Мюнхенской гимназии, с 1832 года был в ней профессором философии, с 1837 года преподавал в Мюнхенском университете. В философии был сторонником идеализма Шеллинга.
Его сочинения: «Mrön. Philosophisch-ästhetische Phantasien» (Пассау, 1826); «Handbuch der Logik» (Мюнхен, 1839); «Handbuch der Moralphilosophie» (там же, 1841); «Metaphysik» (Регенсбург, 1845); исторические трагедии «Heimeran» (1819, о начале распространения в Баварии христианства) и «Wallace» (1828, о борьбе шотландцев с англичанами).